# Чайна-таун (Лондон)

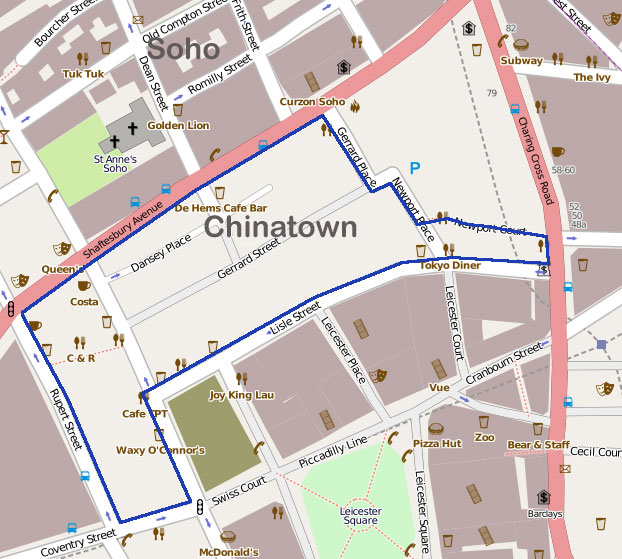
Карта чайна-тауна

Ло́ндонский ча́йна-та́ун — поселение китайцев в Лондоне. В разное время словом чайна-таун обозначали различные кварталы в пределах города, в настоящее время чайна-таун сосредоточен в окрестностях Джеррард-стрит в увеселительном квартале Сохо.

## История
Первый лондонский чайна-таун был расположен в районе лондонских доков Лаймхаус в рабочем Ист-Энде. В начале XX века китайское население Лондона было сконцентрировано в портовом районе, поскольку основным видом заработка считалось обслуживание прибывающих в Доклендс китайских моряков. Этот район имел дурную репутацию, здесь торговали опиумом, а жители поселялись в трущобах. Большая часть квартала была разрушена во время Лондонского блица в период Второй мировой войны, однако некоторые пожилые китайцы до сих пор проживают на этом месте.

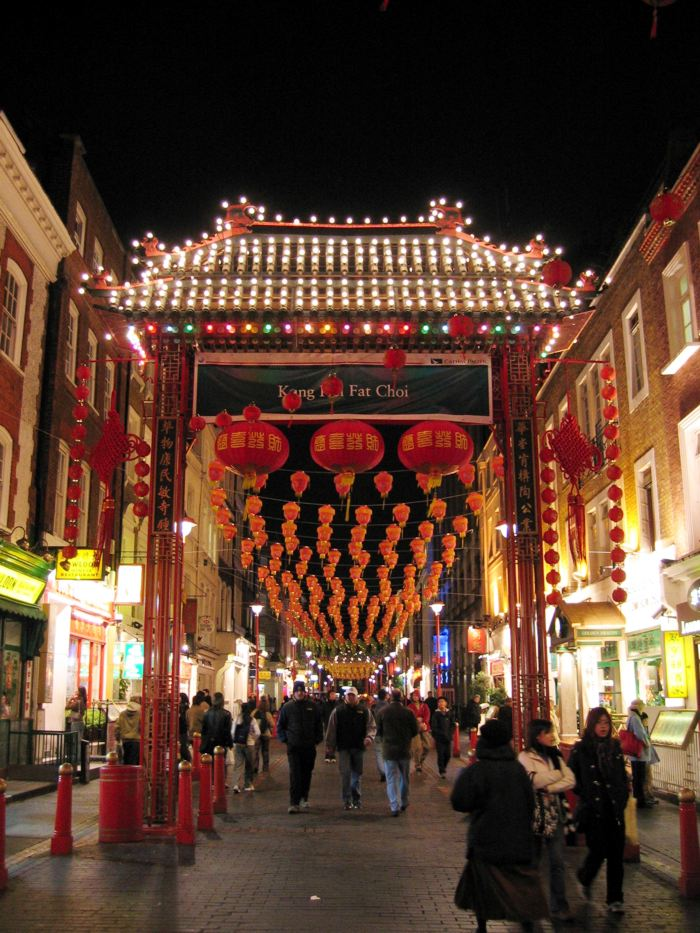
Празднование китайского Нового года в лондонском чайна-тауне

После окончания Второй мировой войны благодаря возросшей популярности китайской кухни и наплыву иммигрантов из Гонконга стали одним за другим появляться китайские рестораны.
Современный лондонский чайна-таун в Вест-Энде зародился в 1970-х годах. До того времени этот район относился к Сохо и был занят кофейнями, ресторанами с разнообразными кухнями и супермаркетами. Их постепенно вытеснили китайские магазинчики и рестораны.

## Настоящее время

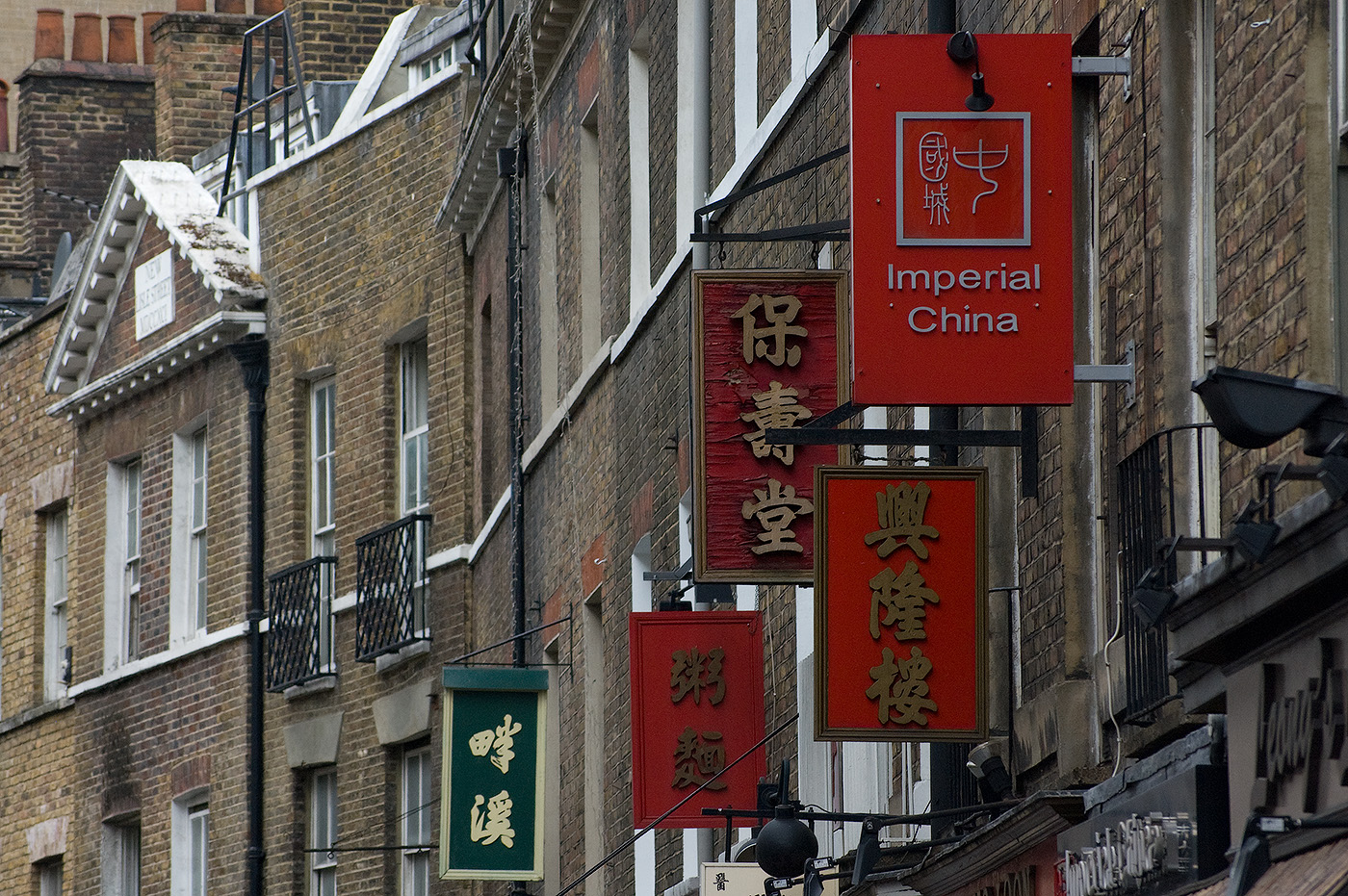
Магазинные вывески

Китайское население в первую очередь работает в чайна-тауне, однако здесь есть и жилые комплексы. Основную прибыль в чайна-тауне приносит ресторанный бизнес, а также торговля продуктами питания, сувенирами, китайскими лекарствами и прессой. Вывески ресторанов и магазинов, также как и уличные таблички, продублированы иероглифами.
Ежегодно в чайна-тауне проходит церемония празднования китайского Нового года.

## Население
Большой жилой комплекс, в котором проживает китайское население Лондона, был построен в 1980-х и назван Vale Royal House. Под комплексом находится большая автомобильная стоянка.
В чайна-тауне проживает большое число нелегальных рабочих, которые получают зарплату ниже установленной законом. Некоторые представители китайской диаспоры в Лондоне предположительно связаны с преступной организацией Триада.